# توموكو ميهو
توموكو ميهو (بالإنجليزية: Tomoko Miho)‏ هي فنانة تشكيلية أمريكية، ولدت في 2 سبتمبر 1931 في لوس أنجلوس في الولايات المتحدة، وتوفيت في 10 فبراير 2012.